# Liupanshui

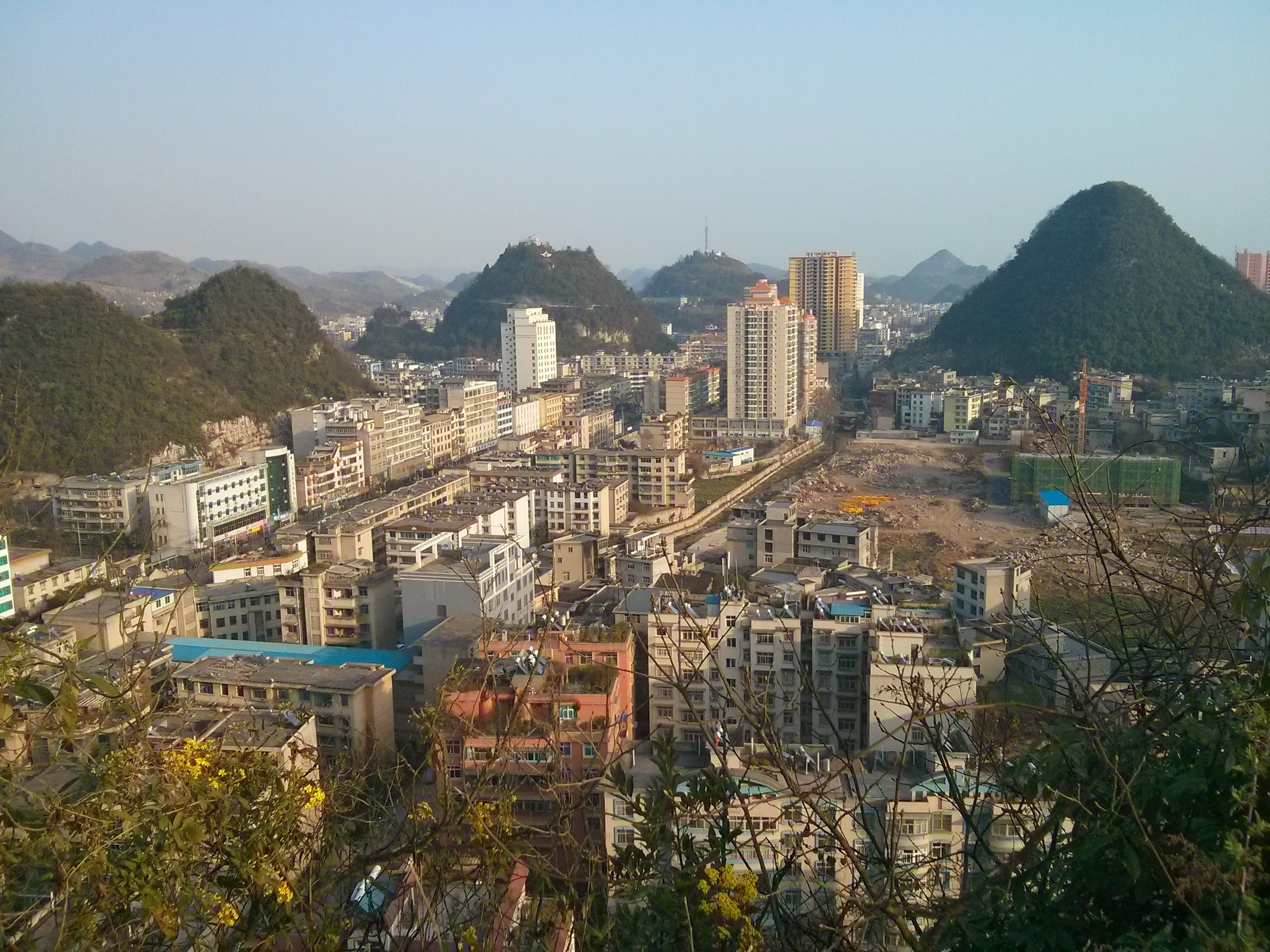
Distrito especial de Liuzhi, em Liupanshui (2014)

Liupanshui  (chinês tradicional: 六盤水, chinês simplificado: 六盘水, pinyin: Liùpánshuǐ) é uma cidade com nível de prefeitura da província de Guizhou, na República Popular da China. Localiza-se no oeste da província. Tem cerca de 502 mil habitantes. Foi criada pela junção de três cidades: Liuzhi, Panxian e Shuicheng.
A área da prefeitura é de 9926 km² e tem 3030518 habitantes, tornando-a a terceira maior em população na sua província.
Liupanshui administra 1 distrito, 2 condados e 1 distrito especial:
- Distrito Zhongshan  钟山区
- Condado Pan  盘县
- Condado Shuicheng  水城县
- Distrito especial Liuzhi 六枝特区

A economia é industrial e baseada no carvão, tanto que a cidade é conhecida como o mar de carvão do sul da China, e uma zona mineira das mais importantes de Guizhou. Outras atividades económicas principais são a produção de energia elétrica, ferro, aço, produtos químicos e materiais de construção.
Na agricultura, os cultivos de Liupanshui incluem milho, arroz, trigo e tabaco, que se utiliza para fazer óleo lubrificante e de cozinha.